# حميد مجد تيموري
حميد مجد تيموري (بالفارسية: حمید مجدتیموری)، من مواليد 3 يونيو 1953م، وهو لاعب كرة قدم معتزل، ومركزه مهاجم، لعب مع نادي شاهباز الإيراني ثم نادي بنك ملي إيران، لعب مع المنتخب الإيراني لكرة القدم، وشارك في كأس العالم لكرة القدم التي أستضافته الأرجنتين سنة 1978م.

## مصدر
1. ↑  حميد مجد تيموري – سجل منافسات الفيفا

## روابط خارجية
- حميد مجد تيموري على موقع الاتحاد الدولي (مؤرشف)  (الإنجليزية)
- حميد مجد تيموري على موقع ناشيونال فوتبول تيمز (الإنجليزية)
- حميد مجد تيموري على موقع Soccerway.com (الإنجليزية)
- حميد مجد تيموري على موقع عالم كرة القدم.نت (الإنجليزية)